# Ford Equator
Ford Equator – samochód osobowy typu SUV klasy wyższej produkowany pod amerykańską marką Ford od 2021 roku.

## Historia modelu

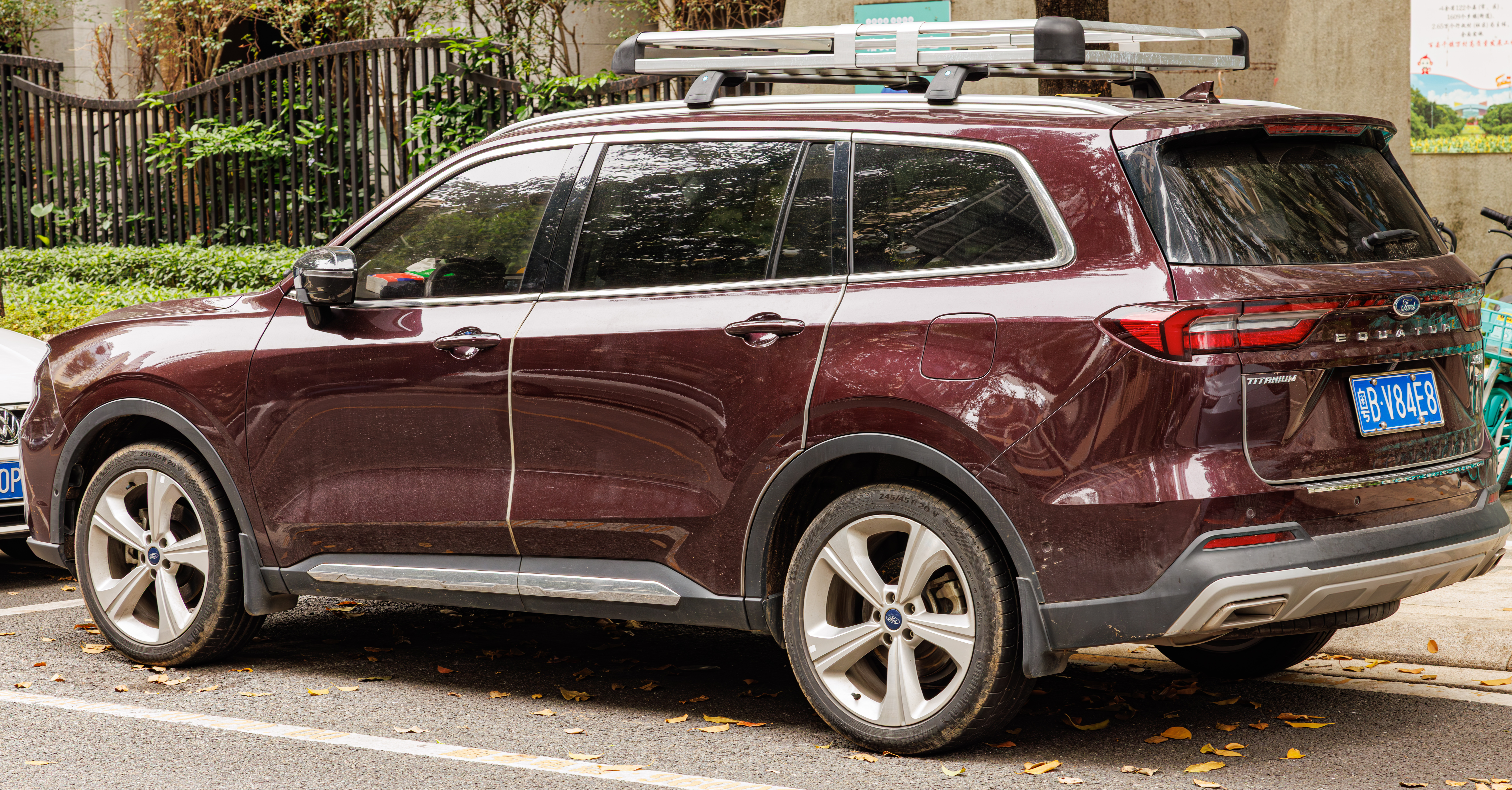
Ford Equator - tył

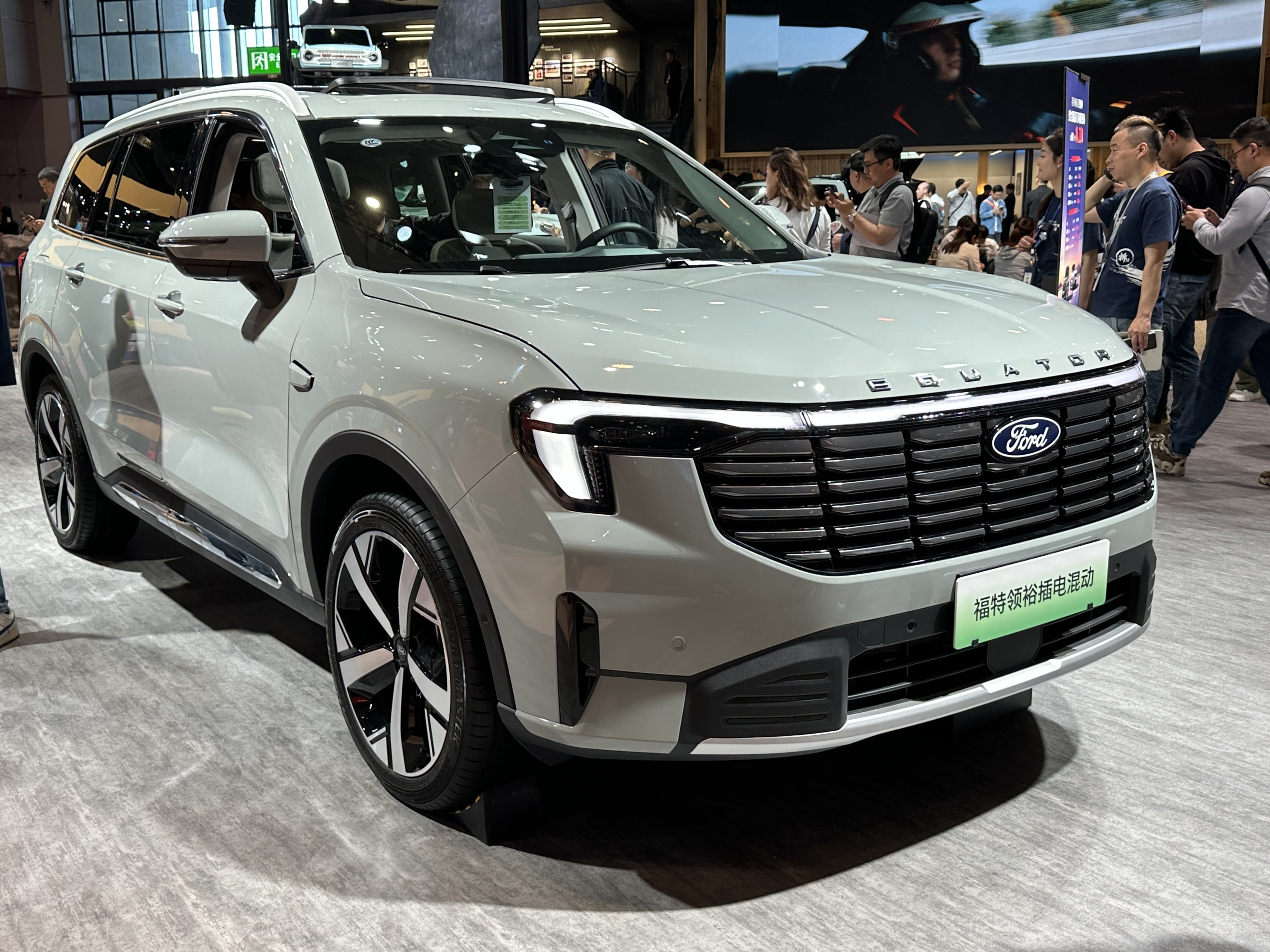
Ford Equator po liftingu

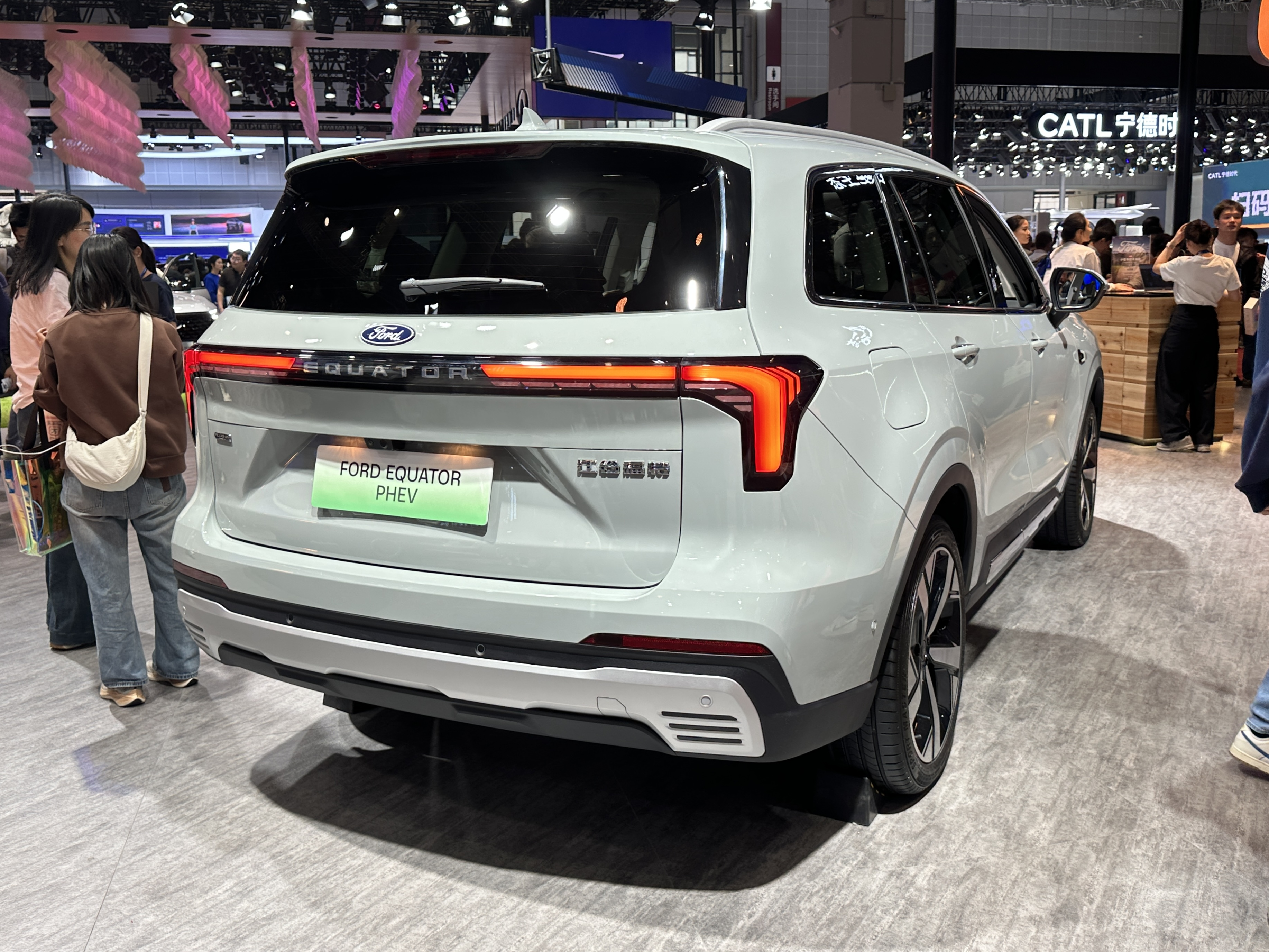
Ford Equator - tył po liftingu

We wrześniu 2020 roku pojawiły się pierwsze fotografie z chińskiego urzędu patentowego dokumentujące zupełnie nowy model SUV-a, który uplasuje się w lokalnej ofercie Forda między pojazdami Everest i Explorer jako odpowiedź m.in. na Jeepa Grand Commandera. Ford Equator wykorzystuje zastosowaną już w 2000 nazwę dla przedstawionego na targach samochodowych w Detroit prototypu pickupa Ford Equator Concept, nie mając jednak z nim nic wspólnego.
Chiński Ford Equator wyróżnia się masywną, kanciastą sylwetką nadwozia z dużą, chromowaną atrapą chłodnicy, a także dwupoziomowymi oświetlenia w pasie przednim. Zgodnie z rynkowym trendem, pierwszy pas umieszczony przy masce stanowią diody LED, z kolei niżej zamontowano reflektory do świateł dziennych. Equator to pojazd 7-osobowy, z trzecim rzędem siedzeń umieszczonym w bagażniku.
Kabina pasażerska Forda Equatora została utrzymana w luksusowym wzornictwie, z dominacją jasnych materiałów wykończeniowych z klasycznej lub perforowanej skóry. Masywna deska rozdzielcza płynnie łączy się z wysoko poprowadzonym tunelem środkowym z wygospodarowanym niżej schowkiem, a zarówno zegary, jak i centrum sterowania funkcjami pojazdu, tworzy jedna tafla podwójnych ekranów o przekątnej 12,3 cala.

### Lifting
Dwa miesiące po restylizacji skróconej wersji Sport, w listopadzie 2024 główny wariant Forda Equatora również przeszedł obszerną restylizację. Pas przedni zyskał inną osłonę chłodnicy w kształcie sześciokątu otoczoną łezkowatymi reflektorami połączonymi poprowadzoną u góry listwą świetlną. Tylne lampy połączono listwą świetlną zintegrowaną z napisem z nazwą modelu, a wewnątrz wprowadzono większe wyświetlacze cyfrowych zegarów oraz systemu multimedialnego. Ponadto, gamę wariantów napędowych poszerzył wariant hybrydowy typu plug-in.

### Sprzedaż
Ford Equator został skonstruowany z myślą wyłącznie o rynku chińskim, z datą debiutu, która odbyła się w marcu 2021 roku. Od 2021 roku pojazd jest tutaj produkowany i oferowany w ramach kooperacji między Fordem a lokalnym przedsiębiorstwem Jiangling Motors.

### Silniki
- R4 2.0l EcoBoost 221 KM
- R4 1.5l PHEV 367 KM

### Equator Sport

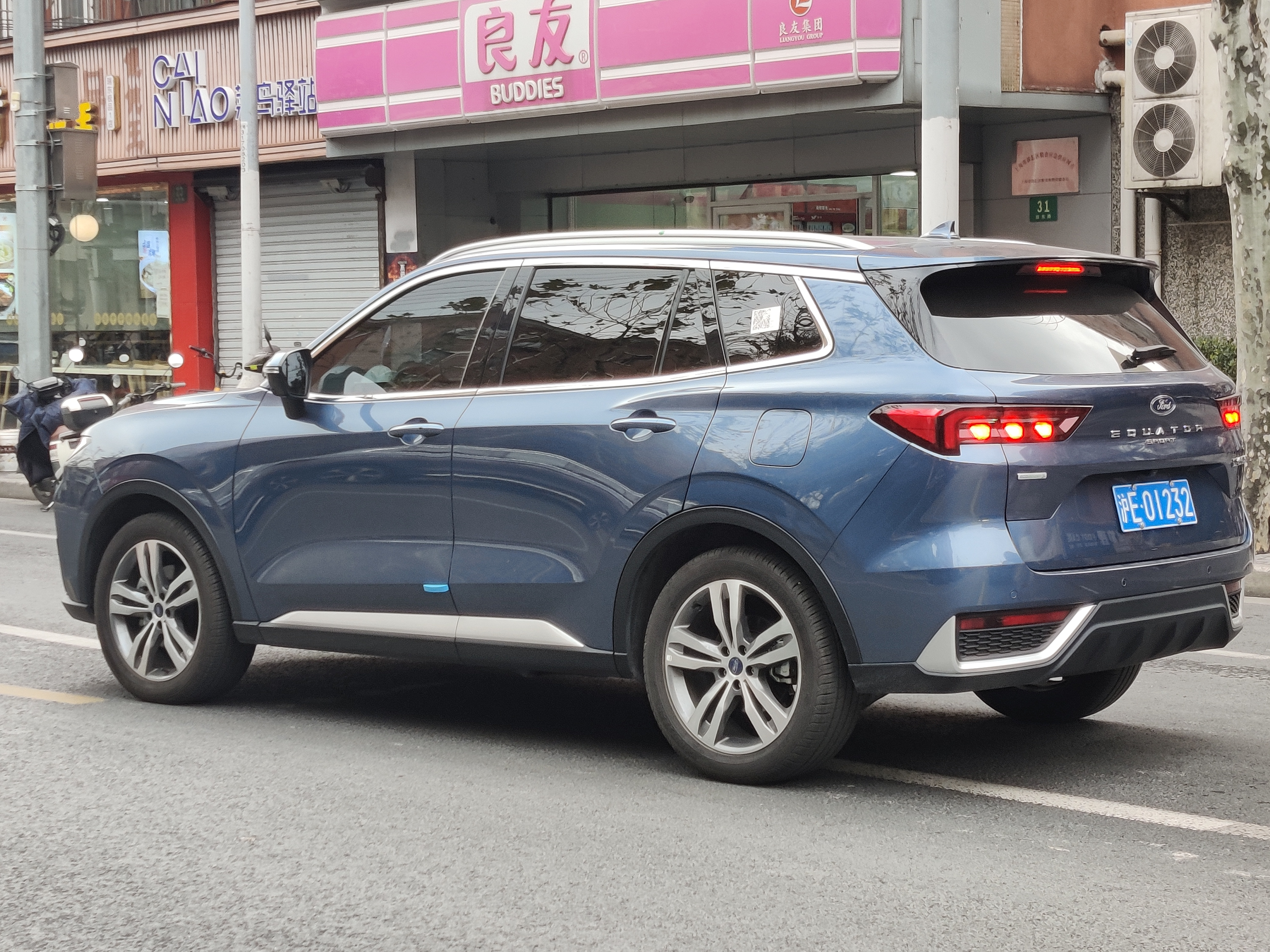
Ford Equator Sport - tył

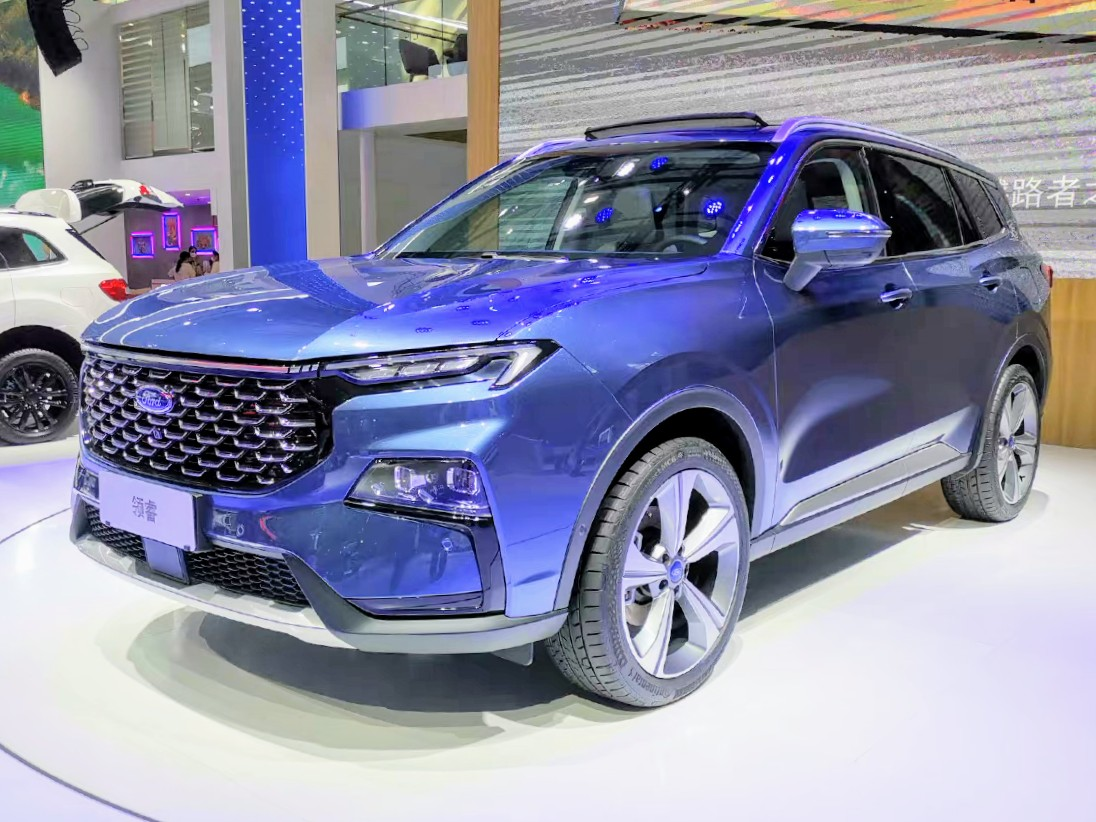
Ford Equator Sport podczas premiery

Ford Equator Sport został zaprezentowany po raz pierwszy w 2021 roku.
Pół roku po premierze Equatora, podczas paźdiernikowych targów samochodowych Guangzhou Auto Show 2021 chiński oddział Forda przedstawił skrócony, 5-miejscowy wariant z sufiksem Sport w nazwie. Pomimo podobnej nazwy i zbliżonej koncepcji stylistycznej, samochód przeszedł obszerne zmiany w stylistyce zarówno zewnątrz, jak i wewnątrz. Pas przedni otrzymał smuklejszy wlot powietrza i ostrzej zarysowane reflektory. Przeprojektowana została także kabina pasażerska, z inaczej stylizowaną deską rozdzielczą i konsolą centralną.
Ponadto, Equatora Sport charakteryzuje krótszy rozstaw osi, niższe nadwozie z łagodniej opadającą linią dachu, a także bardziej zaokrągloną bryła nadwozia z wyraźniej zarysowanymi nadkolami. Tył zyskał wyraźniej zarysowane przetłoczenia, a mniejsza kabina pasażerska zamiast 3 mieści maksymalnie tylko 2 rzędy siedzeń. Producent zdecydował się na wykorzystanie do napędu mniejszego, 1,5 litrowego silnika benzynowego. Napęd przenoszony jest ponadto za pomocą innej, 7-stopniowej dwusprzęgłowej przekładni biegów.

### Lifting
We wrześniu 2024 Equator Sport przeszedł obszerną restylizację, która przyniosła głównie zmiany w wyglądzie pasa przedniego. Przemodelowano zderzak, który zyskał charakterystyczne łezki płynnie połączone z wklęsłą, pomalowaną na czarno osłoną chłodnicy. Ponadto przeprojektowano także reflektory wykoanne w technologii Full LED, gdzie dotychczasowy dwurzędowy układ zastąpiono jednolitym kloszem. Kosmetyczne zmiany przeszedł jeszcze zderzak tylny, a także lampy i system multimedialny wewnątrz.

### Sprzedaż
W przeciwieństwie dla klasycznego Forda Equator, odmiana Sport jest samochodem globalnym. W pierwszej kolejności samochód trafił do sprzedaży na lokalnym rynku chińskim poczynając od marca 2022, z kolei w sierpniu rozpoczęto eksport do Wietnamu pod inną nazwą - jako druga generacja modelu Ford Territory. Pod tą samą nazwą miesiąc później samochód zadebiutował także na rynkach latynoamerykańskich, poczynając od Meksyku i Chile.

### Silnik
- R4 1.5l EcoBoost 168 KM